# Vous et moi pour le changement
Vous et moi pour le changement (en pijin : Iumi for Change, avec le sigle I4C ou U4C) est un parti politique salomonais.

## Histoire
Le parti est fondé le 9 janvier 2024 par Daniel Suidani (en), ancien chef du gouvernement de la province de Malaita, en vue de participer aux élections législatives salomonaises de 2024,. Il prône un développement durable sans exploitation excessive des ressources naturelles du pays, une plus grande décentralisation des pouvoirs, la création d'une « infrastructure juridique pour reconnaître et donner un pouvoir aux tribus comme gérantes des terres coutumières et des ressources » dans le respect des coutumes autochtones, et une aide pour permettre aux personnes handicapées de « participer avec succès à l'économie ». C'est un parti d'opposition au gouvernement de Manasseh Sogavare, Daniel Suidani étant une figure de l'opposition aux relations établies par le gouvernement Sogavare avec la république populaire de Chine.
Le parti présente des candidats dans huit circonscriptions aux élections législatives nationales de 2024, dans le cadre d'une coalition pré-électorale avec deux autres partis d'opposition : le Parti démocrate de Matthew Wale (chef de l'opposition parlementaire sortante) et l'Alliance démocrate de Rick Houenipwela. Il obtient un élu : Daniel Waneoroa dans la circonscription de Malaita-nord. La coalition n'étant pas majoritaire au Parlement, Matthew Wale devient chef de l'opposition parlementaire, tandis que Daniel Waneoroa se joint au groupe des députés indépendants mené par Peter Kenilorea junior, c'est-à-dire le groupe des députés qui ne font partie ni de la majorité parlementaire, ni de l'opposition officielle.